# Volksgarten (Vienne)
Le Volksgarten (en français : Jardin du Peuple) est un parc public situé dans le centre historique d'Innere Stadt de Vienne, en Autriche. Le jardin, qui fait partie du palais de la Hofburg, a été aménagé par Ludwig Remy en 1821 . Le parc a été construit sur les anciennes fortifications de la ville qui ont été détruites par Napoléon en 1809. Le Volksgarten a été ouvert au public en 1823.

## Histoire
La zone du Volksgarten était à l'origine utilisée pour les fortifications. Entre 1596 et 1597, un mur de forteresse a été construit du côté est du parc. En 1639, des fortifications supplémentaires ont été construites du côté sud. En 1809, ces fortifications sont détruites par les troupes françaises de Napoléon.
Entre 1817 et 1821, la zone près de la place Ballhausplatz a été convertie en jardins destinés à l'origine à un jardin privé pour les archiducs. Ces plans ont été modifiés par une proposition de l'administration du jardin de la cour de transformer la zone en premier parc public de la ville. Le 1er mars 1823, le parc est officiellement ouvert. À partir de 1825, le nom Volksgarten était couramment utilisé. En 1862, les jardins ont été prolongés vers la Ringstraße après que les douves de la ville ont été comblées .

## Édifices

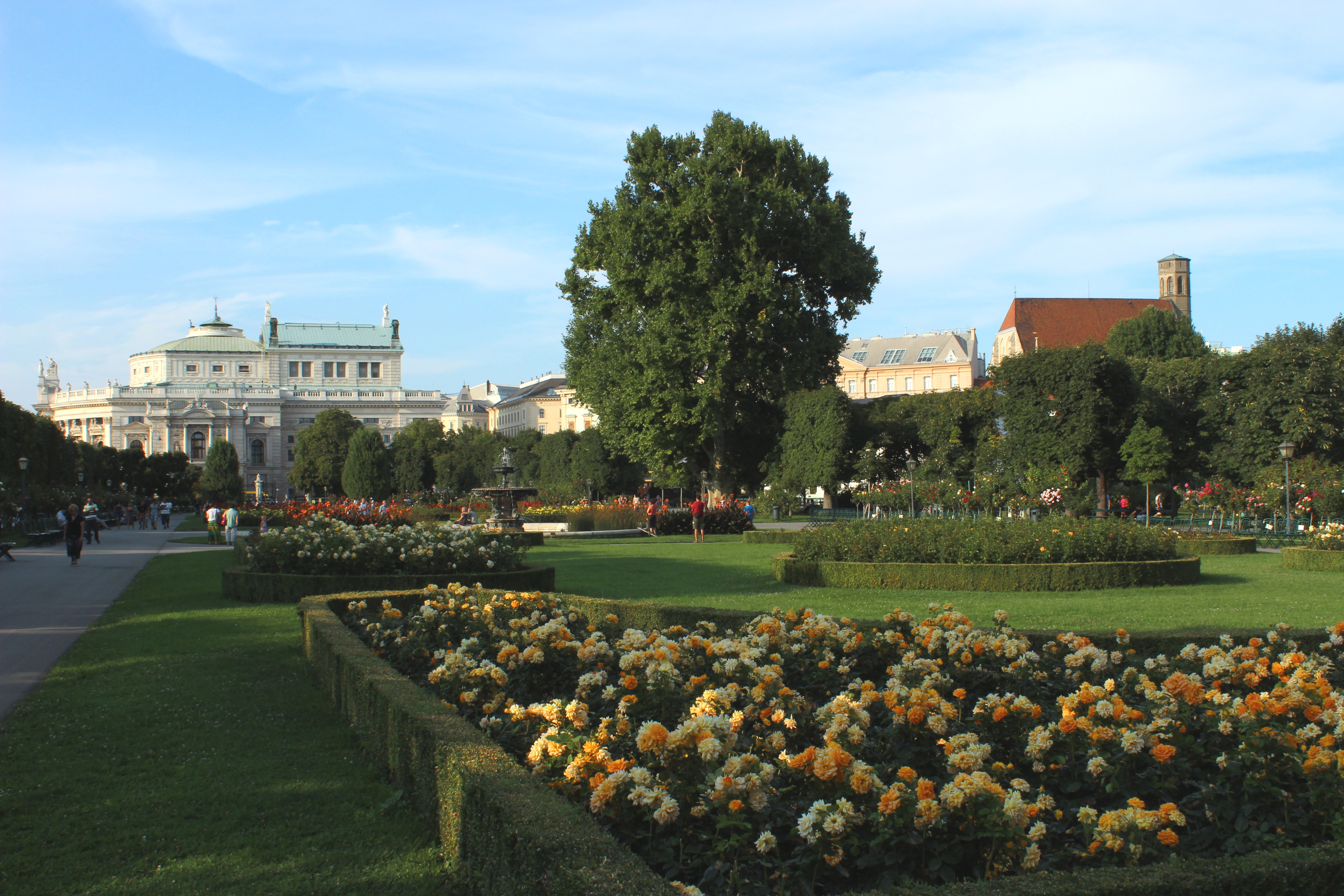
Burgtheater et Minoritenkirche

Au centre du parc se trouve le temple néoclassique de Thésée par Pietro di Nobile, achevé en 1821 . Cette réplique à petite échelle du temple d'Héphaïstos à Athènes a été conçue à l'origine pour abriter la sculpture Thésée d'Antonio Canova. Canova a également participé à la construction du temple. En 1890, la sculpture de Canova a été transférée au Musée des Beaux-Arts.
Le café Cortisches a été construit entre 1820 et 1823, également par Peter Nobile. Les compositeurs romantiques autrichiens Johann Strauss et Joseph Lanner s'y sont produits.
Le Café Meierei a été construit en 1890, à l'origine comme réservoir d'eau. En 1924, il a été converti en Milchtrinkhalle. Le Milchpavillon a été construit en 1951 par Oswald Haerdtl.

## Monuments

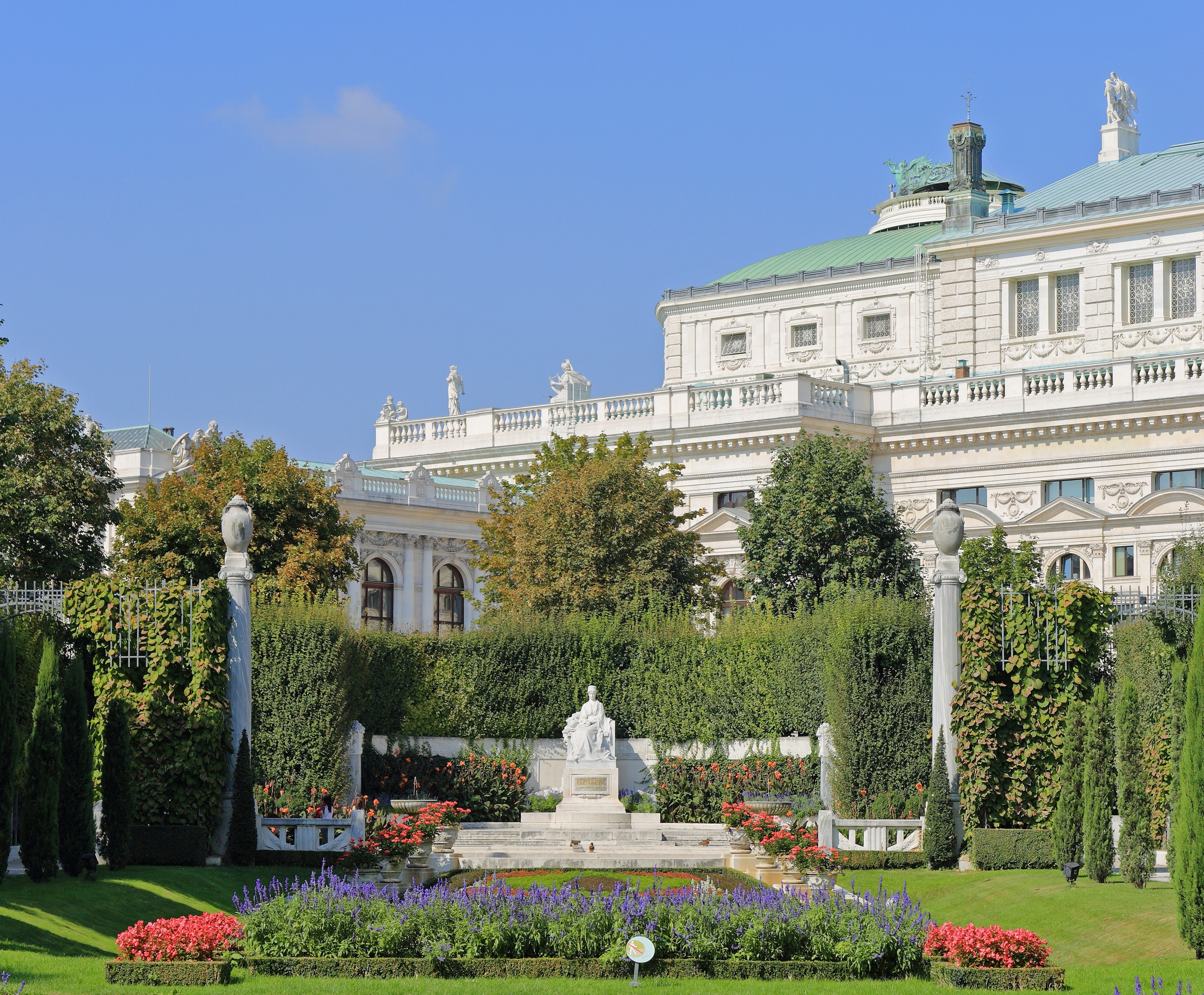
Monument de l'impératrice Elizabeth

À l'extrémité nord du parc se trouve le monument de l'impératrice Elisabeth par Hans Bitterlich et Friedrich Ohmann, achevé en 1907 . Au centre du monument se trouve une statue de l'impératrice Elisabeth assise de Hans Bitterlich. La statue de l'impératrice, sculptée dans un bloc de 8 000 kg de marbre, mesure 2,5 m de haut. L'inauguration du monument a eu lieu le 4 juin 1907 en présence de l'empereur François-Joseph Ier d'Autriche.
À l'extrémité sud du parc se trouve le monument Franz Grillparzer de Carl Kundmann, achevé en 1875 . La figure assise de l'écrivain autrichien Franz Grillparzer est représentée en contemplation tenant un livre dans sa main gauche.

## Fontaines
Le Volksgarten contient deux fontaines. La fontaine Triton et Nymphe a été construite en 1880 par Viktor Tilgner. La fontaine du Jardin du Peuple a été érigée en 1866 par Anton Dominik Fernkorn.

## Roseraie
Le parc est célèbre pour ses magnifiques roseraies avec plus de 3 000 rosiers d'environ 400 espèces de roses différentes.

## Galerie

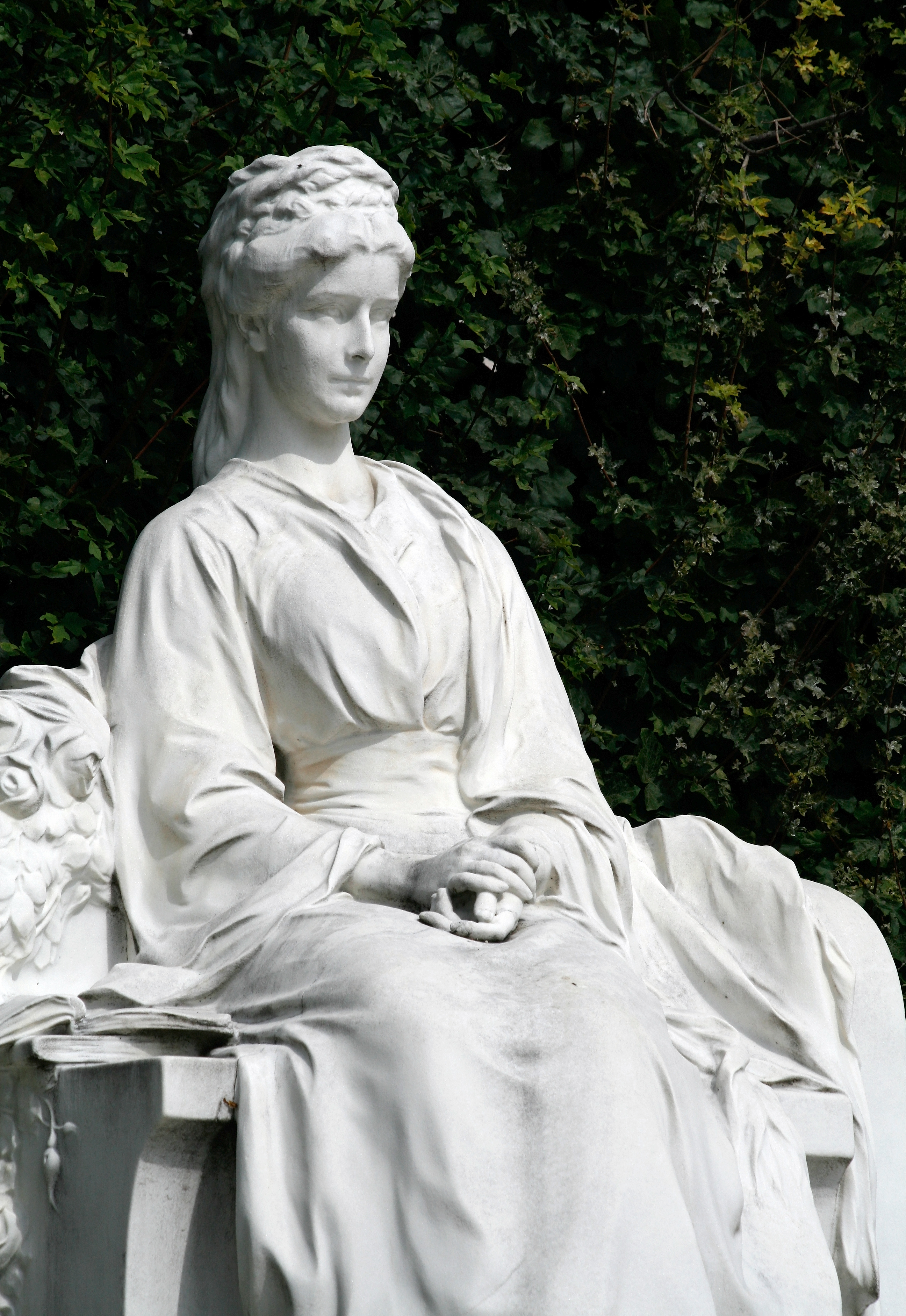
Monument de l'impératrice Elisabeth (détail)
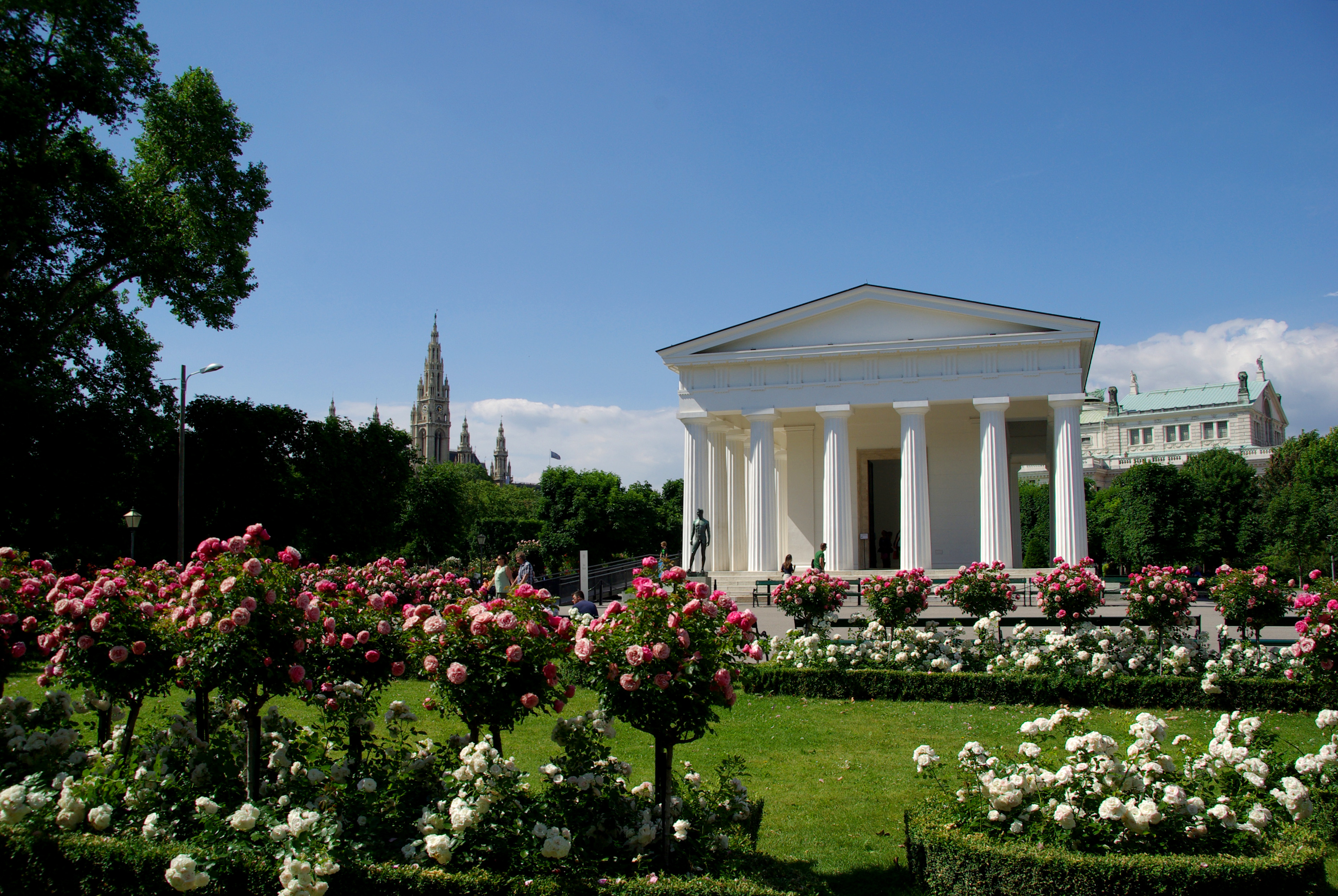
Temple de Thésée
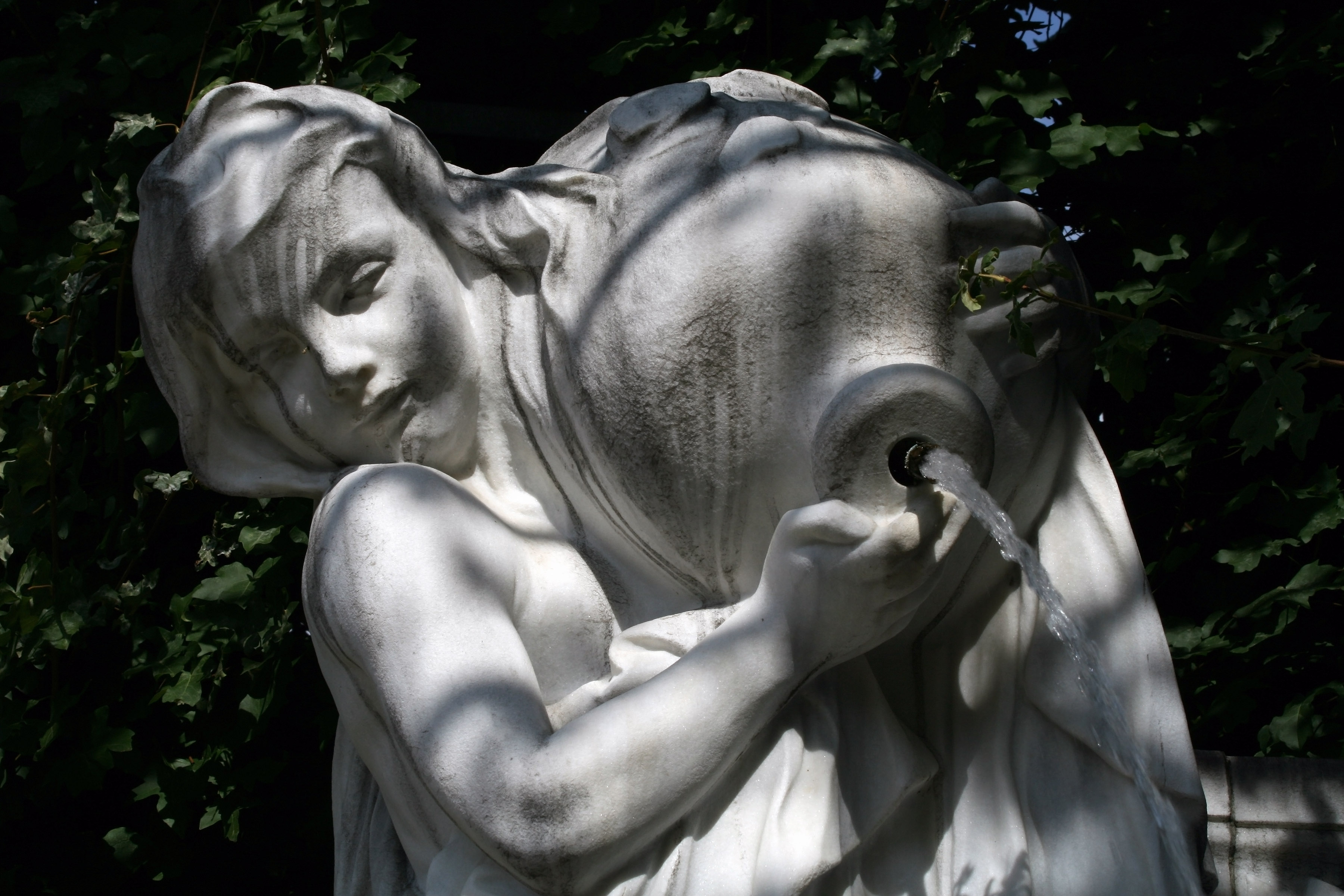
Monument de l'impératrice Elisabeth (détail)
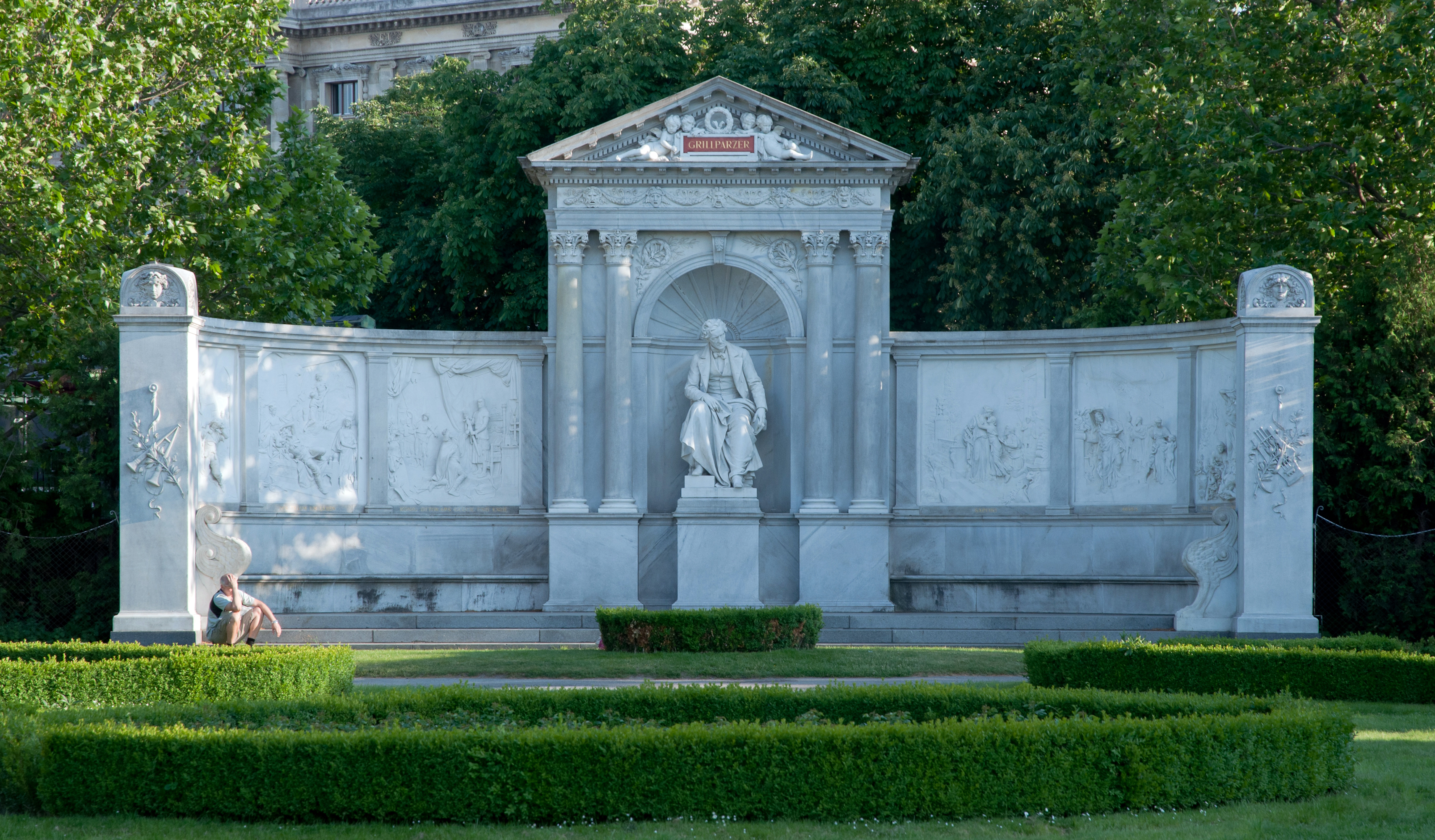
Monument de Grillparzer
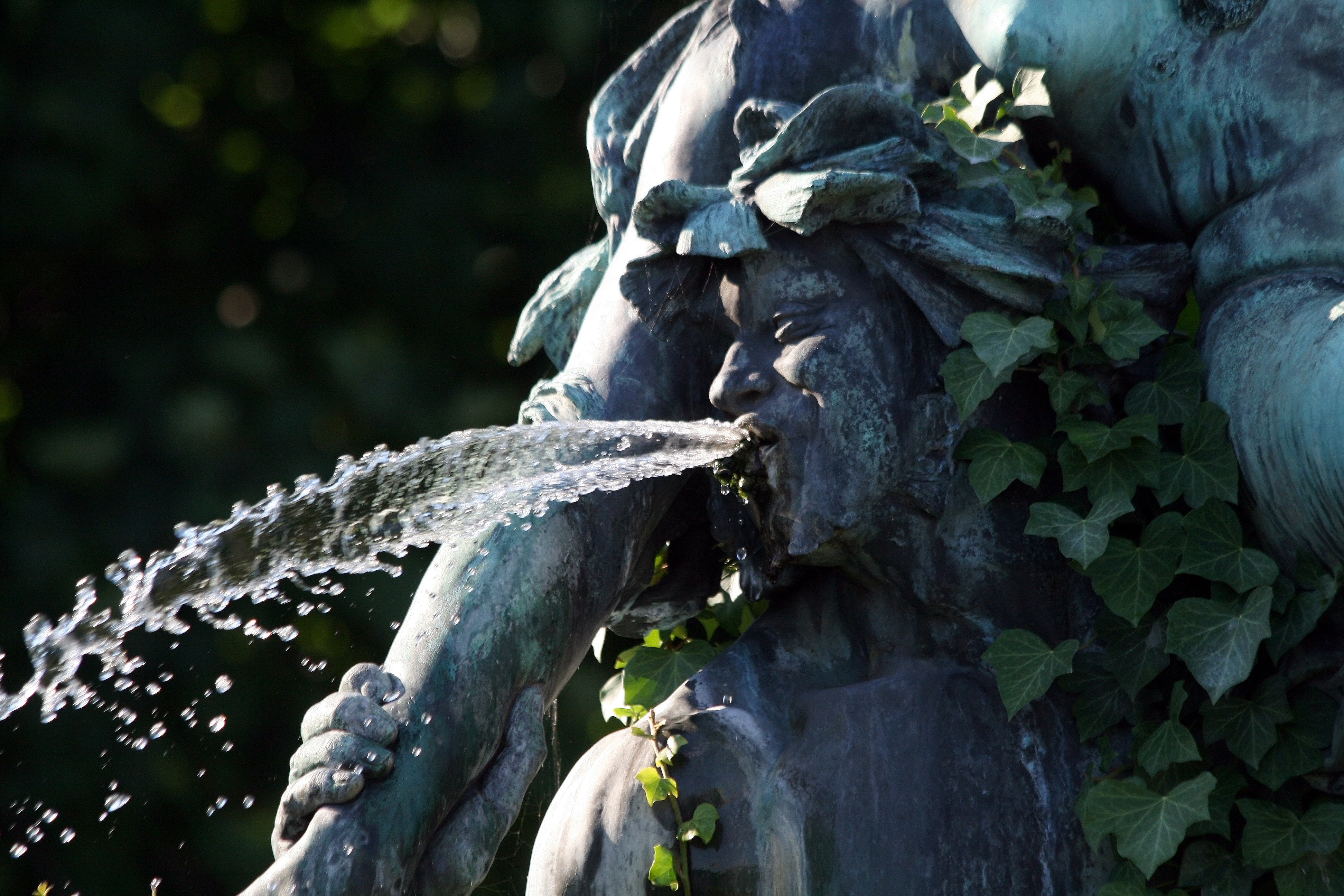
Fontaine Triton et Nymphe
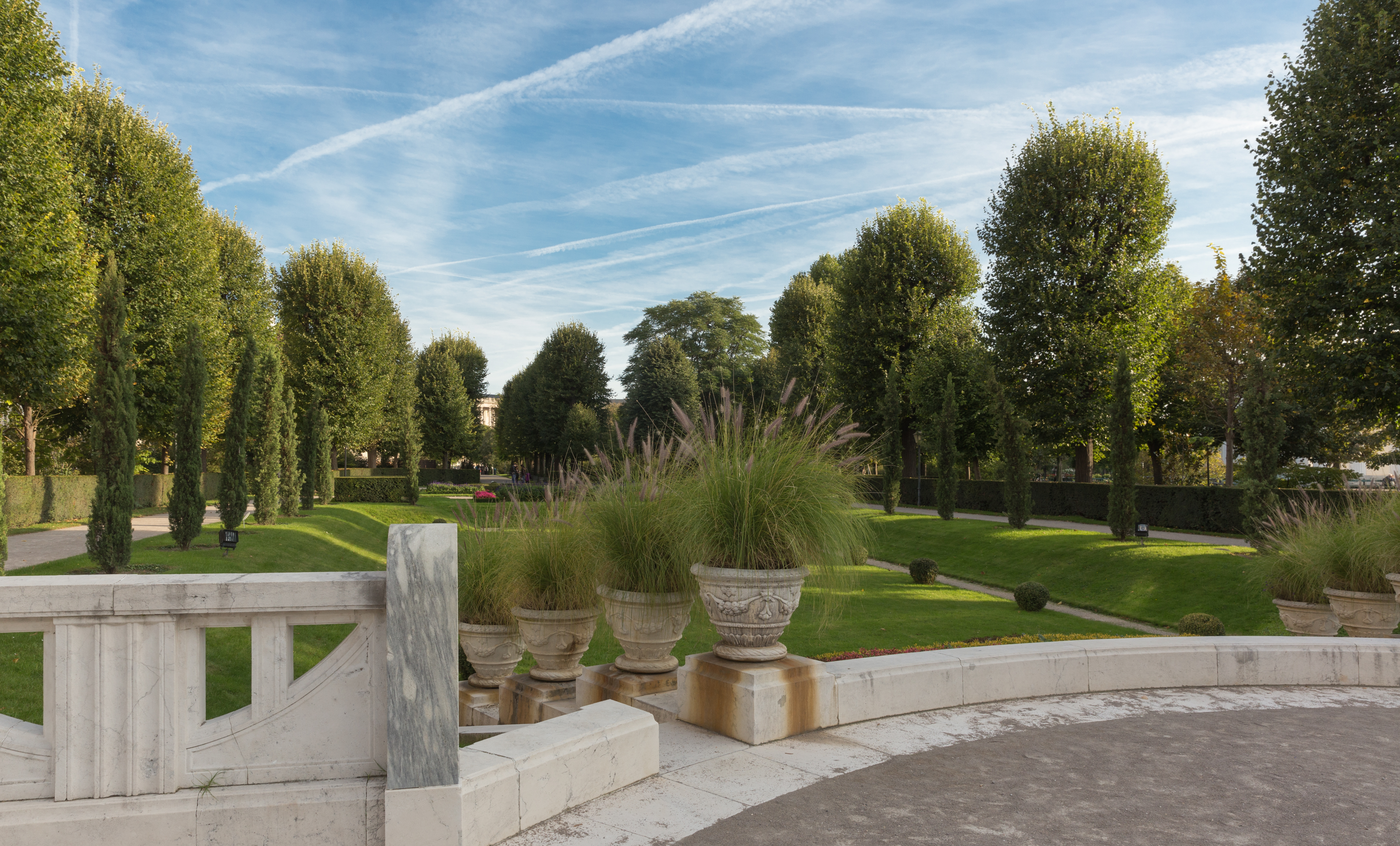
Monument de l'impératrice Elisabeth
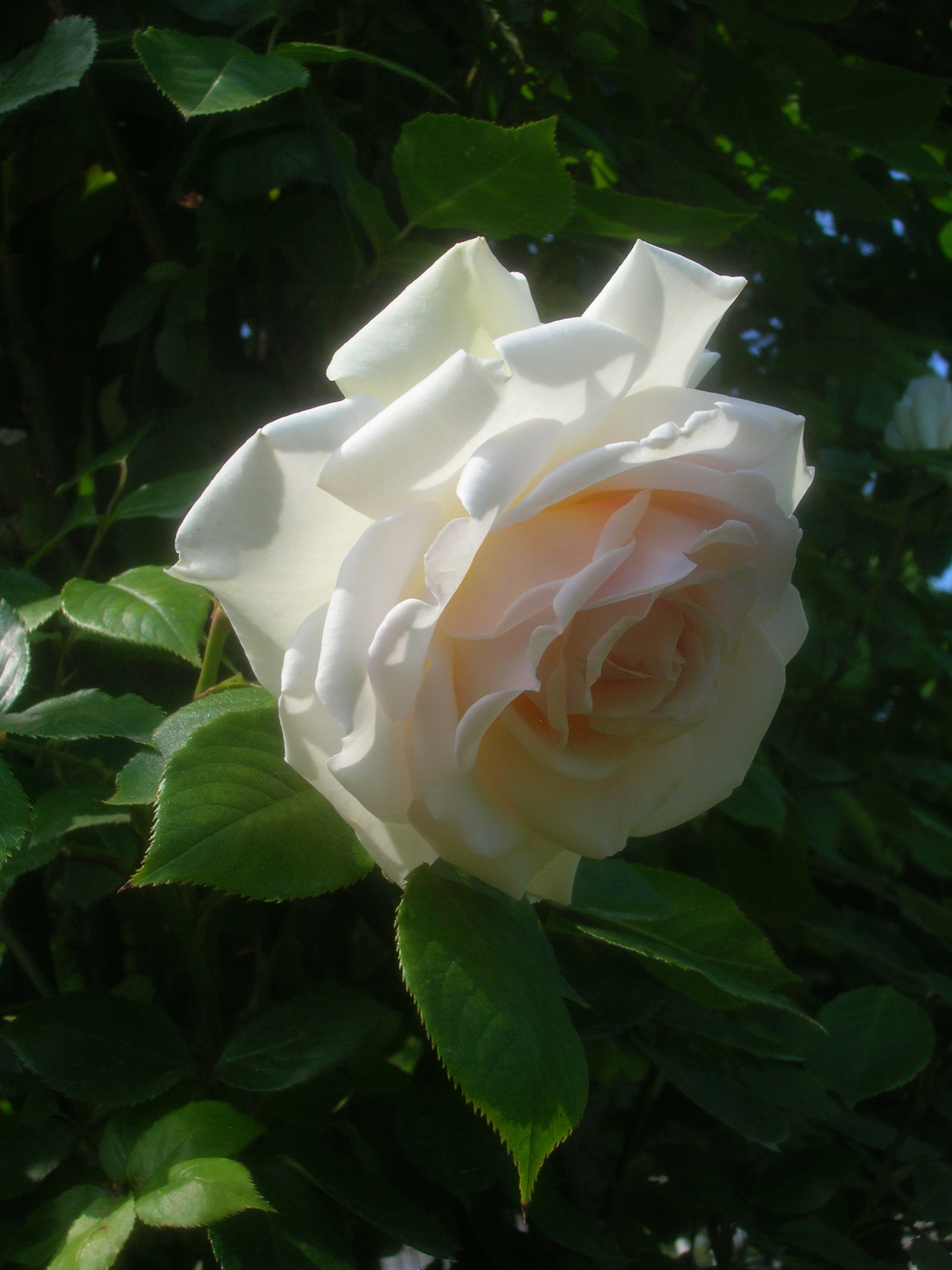
Roseraie : rose 'Schwanensee' (Samuel McGredy, 1968)
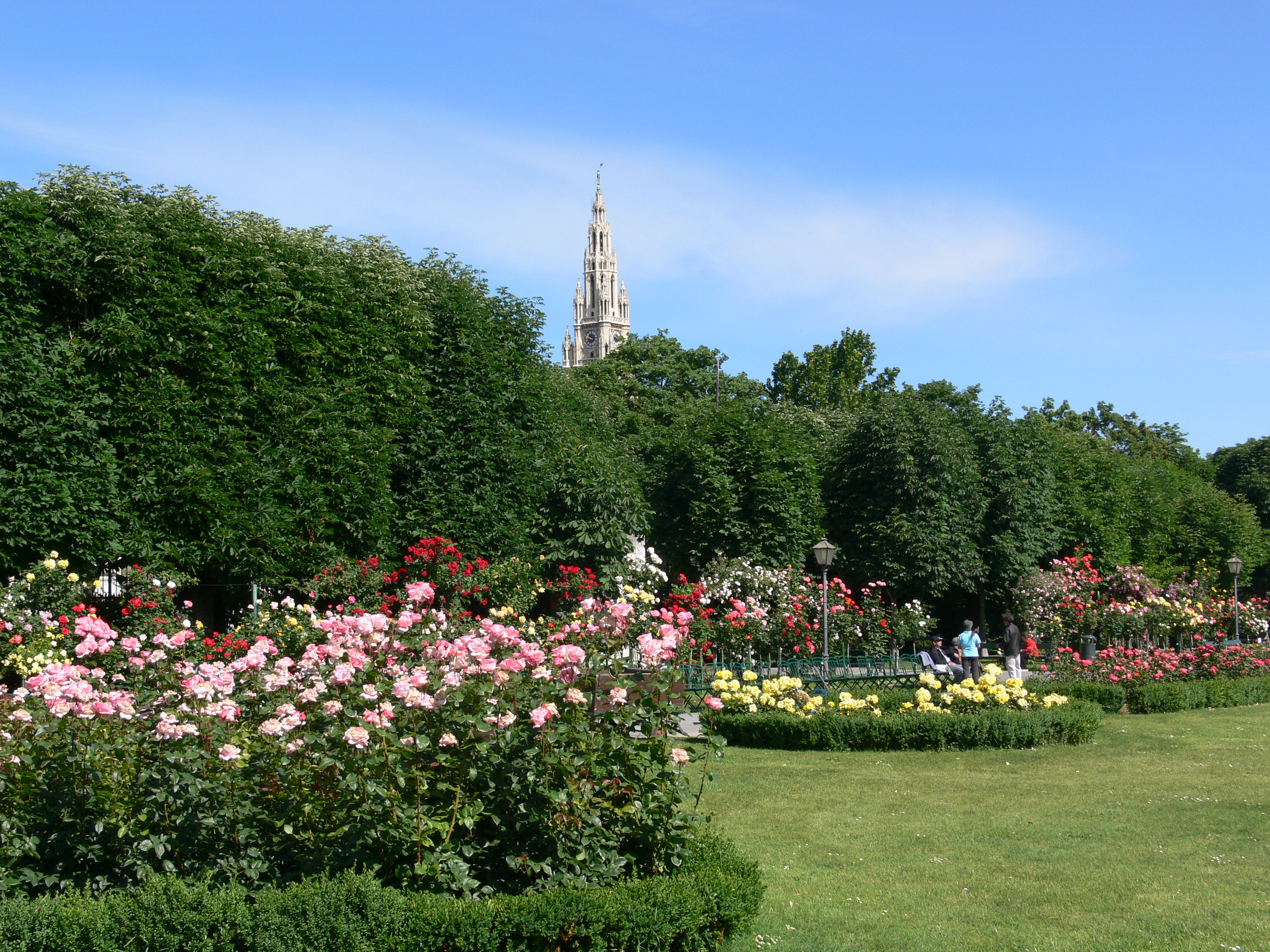
Roseraie
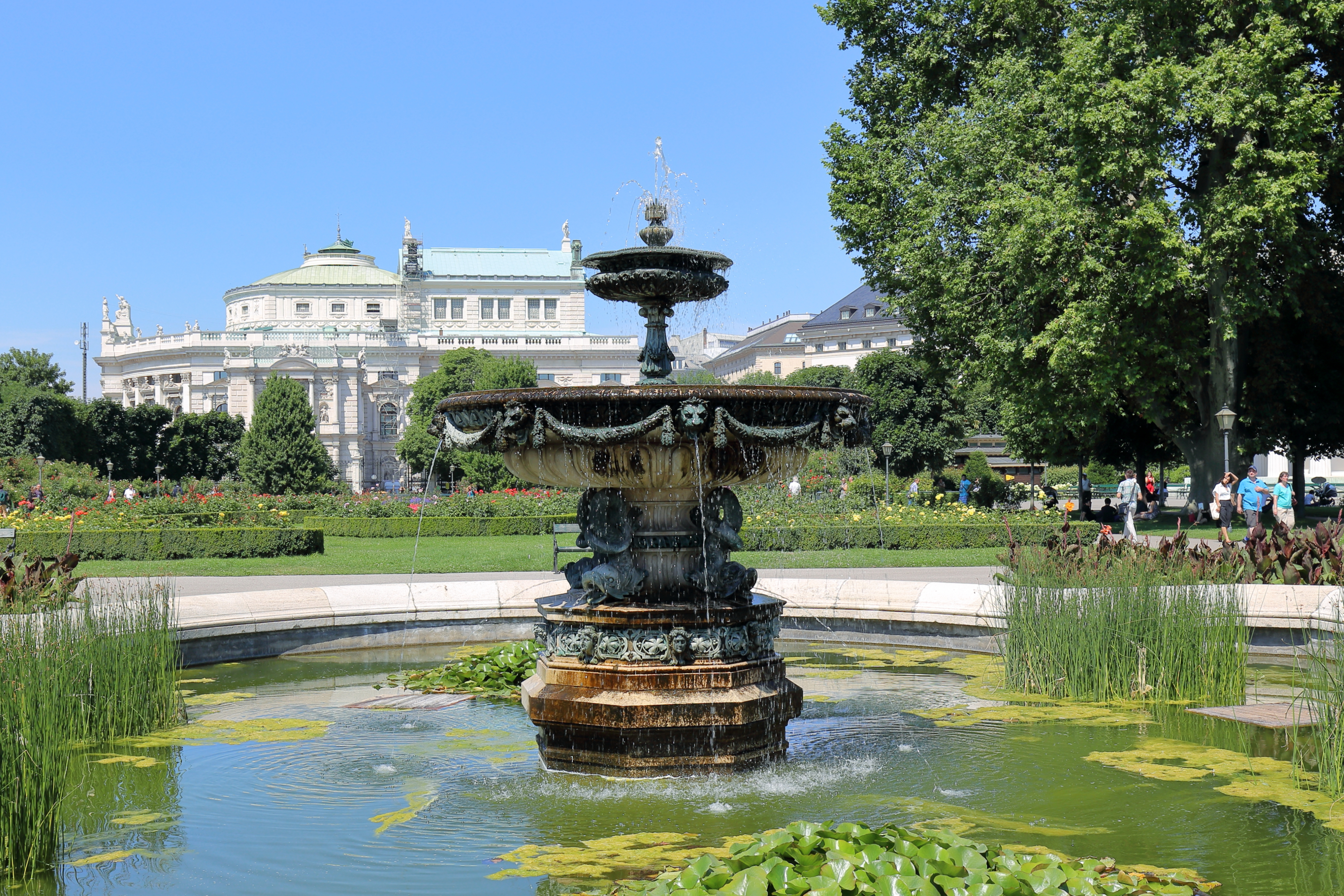
Fontaine Volksgarten
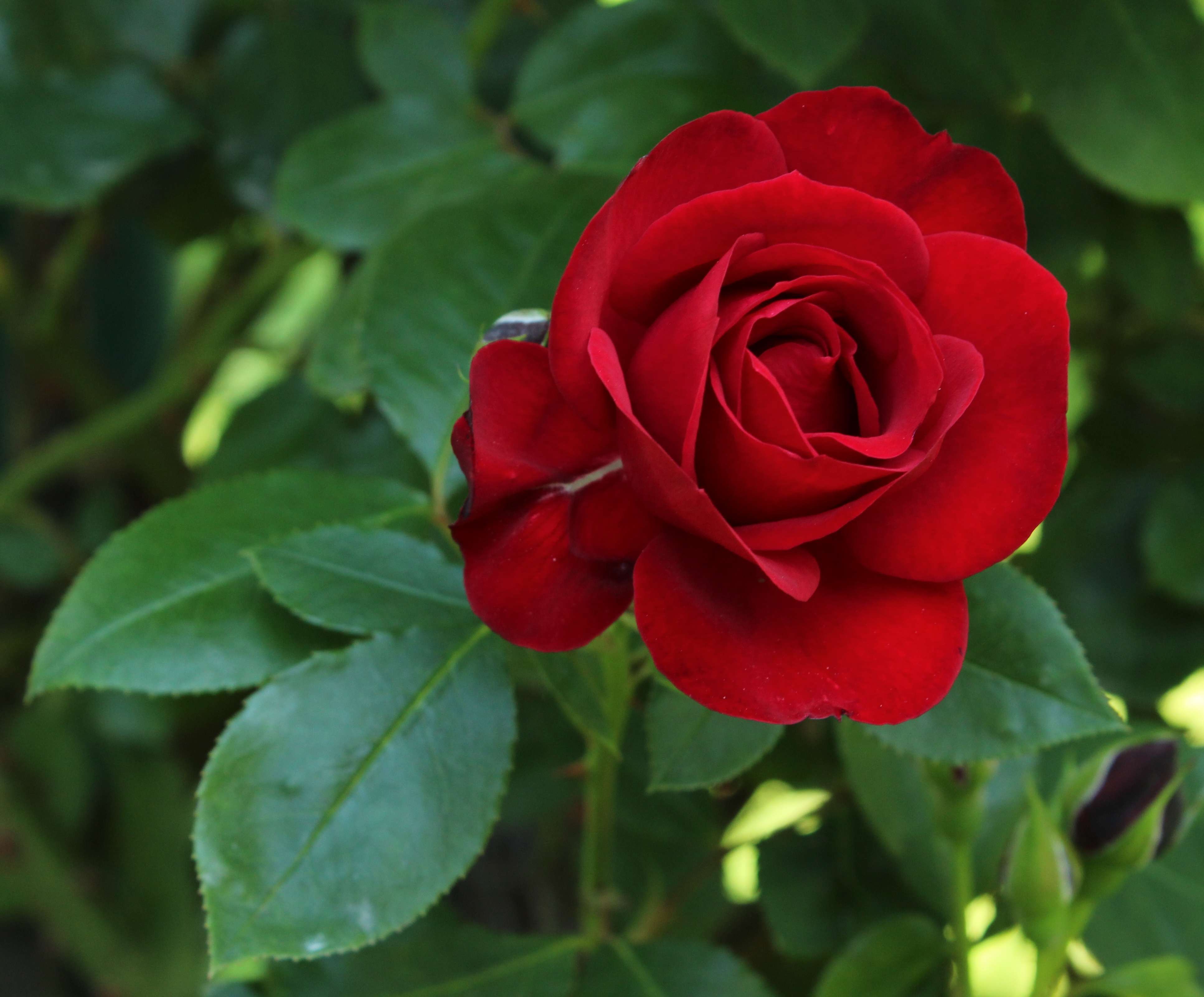
Roseraie : rose 'Exploit' (Meilland, 1984)